# French Open 2009/Herrendoppel-Rollstuhl
Das Herrendoppel (Rollstuhl) der French Open 2009 war ein Rollstuhltenniswettbewerb in Paris und fand vom 3. bis zum 5. Juni statt.
Titelverteidiger waren Shingo Kunieda und Maikel Scheffers, die aber in diesem Jahr nicht zusammen antraten.

## Setzliste
| Nr. | Paarung                           | Erreichte Runde |
| --- | --------------------------------- | --------------- |
| 01. | Stéphane Houdet Michaël Jeremiasz | Sieg            |
| 02. | Shingo Kunieda Stefan Olsson      | Halbfinale      |

## Ergebnisse
Zeichenerklärung
- Q = Qualifikant
- WC = Wildcard
- LL = Lucky Loser
- ITF = qualifiziert über ITF-Ranking
- ALT = alternate (Ersatz)
- PR = Protected Ranking
- SE = Special Exempt
- r = retired (Aufgabe)
- d = Disqualifikation
- w.o. = walkover
- [ ] = Match-Tie-Break

|  | Halbfinale | Halbfinale                        | Halbfinale | Halbfinale | Halbfinale |  |  | Finale | Finale                            | Finale | Finale | Finale |
|  |            |                                   |            |            |            |  |  |        |                                   |        |        |        |
|  |            |                                   |            |            |            |  |  |        |                                   |        |        |        |
|  | 1          | Stéphane Houdet Michaël Jeremiasz | 6          | 6          |            |  |  |        |                                   |        |        |        |
|  |            | Martin Legner Nicolas Peifer      | 3          | 3          |            |  |  |        |                                   |        |        |        |
|  |            |                                   |            |            |            |  |  | 1      | Stéphane Houdet Michaël Jeremiasz | 6      | 7      |        |
|  |            |                                   |            |            |            |  |  |        | Robin Ammerlaan Maikel Scheffers  | 2      | 5      |        |
|  |            | Robin Ammerlaan Maikel Scheffers  | 62         | 6          | [10]       |  |  |        |                                   |        |        |        |
|  | 2          | Shingo Kunieda Stefan Olsson      | 7          | 2          | [8]        |  |  |        |                                   |        |        |        |
|  |            |                                   |            |            |            |  |  |        |                                   |        |        |        |